# Wilczków (powiat wrocławski)
Wilczków (niem. Wiltschau, po 1937 Herdhausen) – wieś w Polsce położona w województwie dolnośląskim, w powiecie wrocławskim, w gminie Żórawina. Wieś ma charakter owalnicowy (typu Angerdorf). 
Na terenie wsi znaleziono artefakty kultury ceramiki sznurowej oraz z I wieku p.n.e.
Nazwa miejscowości (jako Wilkow) poświadczona jest już w 1307 roku, w dokumentach średniowiecznych pojawia się także jako Wilzow (1318) i Wilczow (1360), choć inne źródła podają za rok najwcześniejszej wzmianki 1521. W 1318 miejscowość, za zgodą księcia Henryka VI Dobrego, nabył Johann von Reste, zamożny wrocławski kupiec i kredytodawca. Jedenaście lat później król Jan Luksemburski dodał do jego domeny dziesięć dużych pól w miejscowości, w zamian za pożyczkę w wysokości 60 marek groszy praskich. Nadanie to było niezgodne z ówczesnym prawem, bowiem król Jan dokonał go jeszcze za życia księcia Henryka.
W 1375 dobra w Wilczkowie kupił Johannes Rothe, w którego rodzinie wieś pozostała przynajmniej do XVI wieku.
W połowie XIX wieku miejscowość należała do Grafa Louisa von Schlabrendorf. W 1845 znajdowało się w niej 45 domostw zamieszkanych przez 464 mieszkańców. Większość stanowili ewangelicy, ale we wsi mieszkało także 83 katolików. Miejscowość posiadała również pałac, a także kościół ewangelicki (ufundowany w 1743). W miejscowym kościele odprawiano polskie msze ewangelickie do około 1814, a sama wieś zachowała częściowo polski charakter do początku XIX w.
W czasie II wojny światowej dwór we wsi został skonfiskowany i na przełomie 1944 i 1945 część zabudowań zamieniono w magazyny. Przeniesiono do nich m.in. archiwa stacji nasłuchowych niemieckiego wywiadu dotyczące Wielkiej Brytanii i Stanów Zjednoczonych, dotąd składowane w koszarach artylerii przeciwlotniczej w Hartlieb (dzisiejsze Partynice), gdzie groziło im zniszczenie wskutek nalotu bombowego. 20 stycznia 1945 archiwum zostało zniszczone wobec postępów radzieckiej ofensywy, która wkrótce potem doprowadziła do oblężenia Wrocławia.
W latach 1975–1998 miejscowość należała administracyjnie do województwa wrocławskiego.

## Zabytki
Do wojewódzkiego rejestru zabytków wpisane są:
- kościół ewangelicki, brak decyzji w NID
- kościół fil. pw. Wniebowzięcia NMP, z XIV w.